# Dennis Smith (Autor)
Dennis Smith (* 9. September 1940 in New York City, New York; † 21. Januar 2022 in Venice, Florida) war ein amerikanischer Autor und Feuerwehrmann des New York City Fire Departments.

## Leben
Dennis Smith wuchs als Nachfahre irischer Einwanderer in der East Side des New Yorker Stadtbezirks Manhattan auf. Er verließ die High School vorzeitig und wurde 1963 Feuerwehrmann beim FDNY. In den Folgejahren studierte er in Abendkursen an der New York University und erhielt so 1970 einen Bachelor in English gefolgt von einem Master in Communications im Jahr 1972. Über seine Erlebnisse während seiner Dienstzeit bei der Engine Company 82 schrieb er im Jahr 1973 sein erstes Buch Report from Engine Co. 82.
Bestärkt durch seinen Erfolg gründete er im Jahr 1976 das Firehouse Magazine, welches heutzutage zu den meistgelesenen Feuerwehrmagazinen der Vereinigten Staaten gehört.
Obwohl er das FDNY nach 16 Jahren Dienstzeit bereits im Jahr 1981 verlassen hatte, kehrte er nach den Terroranschlägen am 11. September 2001 in den Feuerwehrdienst zurück und half 50 Tage bei den Rettungsarbeiten am Ground Zero. Dies verarbeitete er in seinem Buch Report from Ground Zero, welches 2003 erschien.
Smith starb im Januar 2022 im Alter von 81 Jahren an den Folgen einer Erkrankung an COVID-19.

## Bibliografie
englischsprachig
- 1972: Report from Engine Co. 82. Verlag E. P. Dutton, New York City. 1972. ISBN 978-0841501386
- 1975: The Final Fire, ISBN 978-0841503854
- 1987: Steely Blue, ISBN 978-1501194344
- 1978: Firefouse, ISBN 978-0385125772
- 1980: Glitter And Ash, ISBN 978-0525114208
- 1980: Aran Islands, ISBN 978-0385135917
- 1980: Dennis Smith's History of Firefighting in America, ISBN 978-0803725386
- 1983: Dennis Smith's Fire Safety Book, ISBN 978-0553230611
- 1990: Little Fire Engine That Saved the City (Kinderbuch), ISBN 978-0385262576
- 2000: A Song for Mary, ISBN 978-0732264109
- 2002: Firefighters: Their Lives in Their Own Words, ISBN 978-0767913072
- 2003: Report from Ground Zero,  ISBN 978-0452283954
- 2005: Brassy the Fire Engine Saves the City (Kinderbuch), ISBN 978-0316761352
- 2006: San Francisco Is Burning, ISBN 978-0452287594
- 2011: A Decade of Hope: Stories of Grief and Endurance from 9/11 Families and Friends, ISBN 978-0670022939
- 2016: Puppy Training, ISBN 978-1523415991
- 2018: Of Love and Courage, ISBN 978-1640192829

deutschsprachige Übersetzung
- Engine Comp. – Löschfahrzeug Zweiundachtzig. Einsatz: Bronx/New York. efb-Verlag, Hanau. 1981. ISBN 978-3-9800353-7-8. DNB 820309079